# Maria Mokrzycka
Maria Matylda Mokrzycka (ur. 25 marca 1882 we Lwowie, zm. 15 maja 1971 w Skolimowie) – polska śpiewaczka sopranowa, pedagog.

## Życiorys
Urodziła się w rodzinie urzędnika Edmunda Poecke i Teresy z domu Babel. Dwukrotnie zamężna: od 1900 z Bolesławem Mokrzyckim, a następnie, od 1907 z Kazimierzem Pilarzem.
Wykształcenie wokalne otrzymała w Lwowskim Konserwatorium u Walerego Wysockiego. Szybko zwróciła na siebie uwagę miejscowego środowiska artystycznego. W październiku 1905 roku debiutowała na scenie Opery Lwowskiej w operze „Chopin” Giacomo Oreficego. Po okresie występów we Lwowie i w Krakowie w roku 1907 została solistką Opery Warszawskiej. Do 1909 roku śpiewała w Warszawie (z tego okresu pochodzi kilka płyt nagranych przez nią wspólnie z Mattia Battistinim). W latach 1909–1916 występowała za granicą (Włochy, Hiszpania, Stany Zjednoczone). Śpiewała w Bergamo, Turynie, Genewie, Budapeszcie, Madrycie, Barcelonie, Wiedniu i innych miastach europejskich, niejednokrotnie razem z najwybitniejszymi śpiewakami ówczesnej doby, odnosząc sukcesy. Następnie wyruszyła za ocean, gdzie dała m.in. koncert w San Francisco, którego program obejmował między innymi polskie pieśni, przyjmowane z entuzjazmem przez amerykańską publiczność.
W 1915 zerwała umowę z teatrem operowym w Wenecji i wróciła do Lwowa, martwiąc się o los rodziny. Podczas I wojny światowej śpiewała dla żołnierzy w szpitalach wojskowych Wiednia, Innsbrucka, Krakowa i Stanisławowa. W 1916 zamieszkała w Warszawie, a w końcu sezonu 1916/17 zaangażowała się do stołecznej opery i pozostała jej czołową solistką do 1931.
Wykonywała rozległy repertuar, m.in. partie Tatiany w „Eugeniuszu Onieginie”, Mimi w „Cyganerii”, a przede wszystkim tytułową rolę w „Madame Butterfly”. Pomimo bycia sopranem lirycznym, śpiewała również dramatyczne partie w operach takich, jak Halka, Tosca, Mefistofeles, czyy Walkiria. Osobny dział w repertuarze Marii Mokrzyckiej stanowiły opery polskie — między innymi śpiewała partię tytułową podczas prapremiery Hagith Szymanowskiego, kreowała też główną rolę w pierwszym polskim przedstawieniu opery Różyckiego Eros i Psyche.
W 1931 wycofała się ze sceny operowej i poświęciła pracy pedagogicznej. Była wykładowcą w Wyższej Szkole Muzycznej im. Fryderyka Chopina oraz w PWST w Warszawie. Zmarła 15 maja 1971 podczas letniego pobytu w Schronisku Artystów Weteranów Scen Polskich w Skolimowie. Została pochowana na Cmentarzu Stare Powązki w Warszawie (kwatera b-8-4).

## Odznaczenia
- Krzyż Komandorski Orderu Odrodzenia Polski (5 listopada 1955)[3].
- Złoty Krzyż Zasługi (30 stycznia 1930)[4].